# 拉申城堡

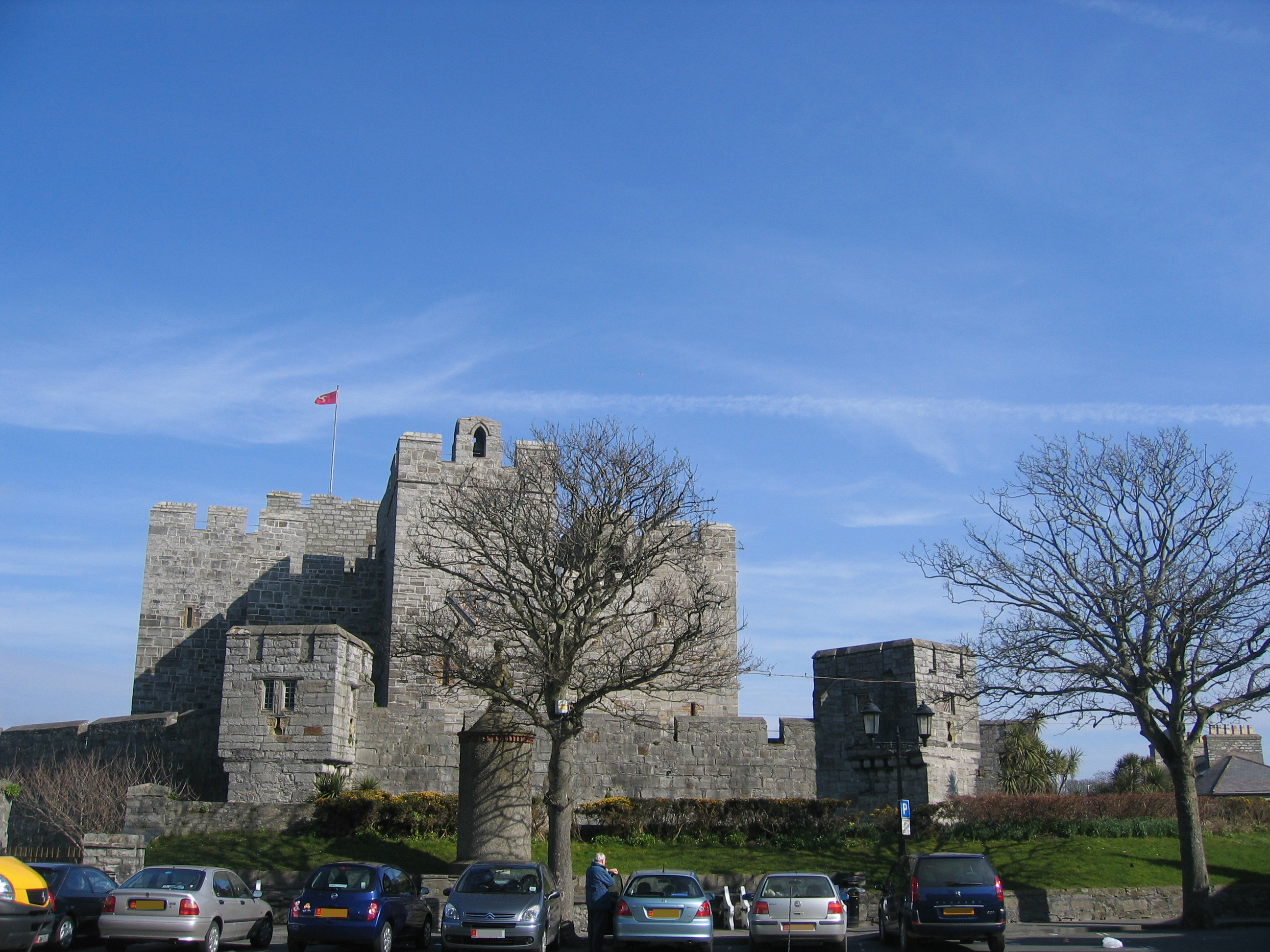
拉申城堡

拉申城堡（英語：Castle Rushen）是曼島上的一座中世紀時期城堡，位於曼島南部的卡斯爾敦。這座城堡地處卡斯爾敦的中心，被認為是不列顛群島上的中世紀城堡最佳範例之一。現在城堡被用作法院、博物館和教育中心。